# Pedro Nolasco Cruz Vergara
Pedro Nolasco Cruz Vergara (Molina, 18 de abril de 1857-Santiago, 11 de noviembre de 1939) fue un crítico literario, escritor y político chileno.

## Biografía

### Familia
Hijo de Nicolás de la Cruz Donoso (1827-1860) y de Elisa Martínez de Vergara y Loys —hija de Pedro Nolasco Vergara Albano y Mercedes Loys Vergara—, tuvo una sola hermana, Elisa Cruz Vergara, quien se casó en 1885 con Francisco Javier Sánchez Fresno.  Es nieto de Mateo de la Cruz Burgos , bisnieto de Vicente de la Cruz  y sobrino bisnieto del conde del Maule.

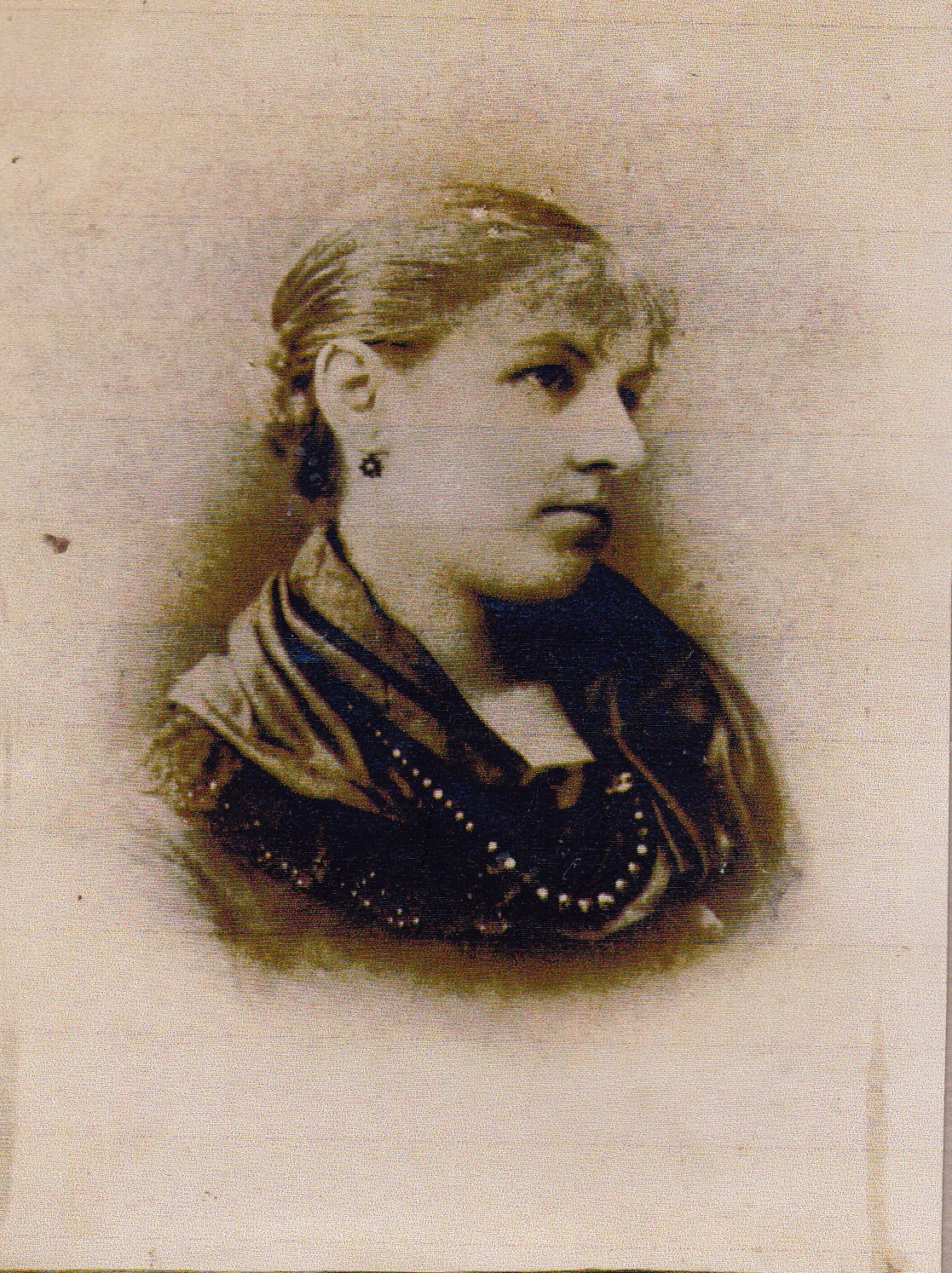
Su esposa Susana Correa Vergara, con quien tuvo 9 hijos.

Se casó con su prima hermana, Susana Correa Vergara (10 de enero de 1862-31 de enero de 1953), hija de Vicente Correa y Albano y de Agustina Martínez de Vergara y Loys, con quien tuvo 9 hijos, que fueron Fabio, Nicolás, Pedro Nolasco, Susana, Elisa, Mercedes, Julia, Eduardo y Manuel.

### Nietos destacados
Pedro Nolasco Cruz Vergara tuvo los siguientes nietos destacados
- Alberto Cruz Covarrubias (1917 - 2013), Arquitecto y premio nacional
- Eugenio Cruz Vargas (1923 - 2014), pintor y poeta
- Fabio Cruz Prieto (1927 - 2007), Arquitecto

### Estudios
Hizo sus estudios primarios en el Colegio de los Padres Escolapios de Santiago de Chile. Sus estudios secundarios los llevó a cabo en el Colegio de los Padres Franceses. Posteriormente ingreso a estudiar a la Universidad de Chile, donde obtuvo el grado en Bachiller en humanidades el 7 de enero de 1873 y de abogado en 1877.

## Crítico literario y escritor

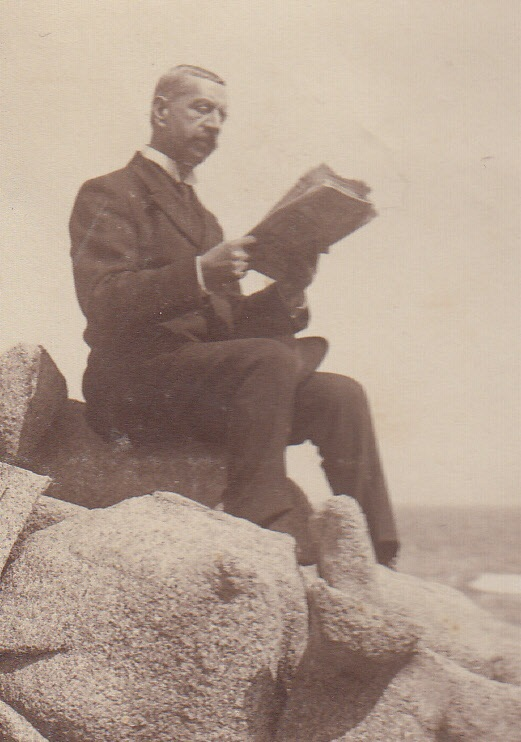
Pedro Nolasco Cruz Vergara en Cartagena

Fue crítico literario y escritor, adscribiéndose en el ámbito de la crítica, dentro del denominado nacionalismo cultural. Fue autor de las novelas Fantasías humorísticas (1881), Esteban (1883), El paso de Venus (1884) y Flor de campo (1886).
Pese al éxito que obtuvieron estas obras entre sus contemporáneos, es principalmente recordado por sus ensayos sobre literatura chilena. Dentro de esta labor de análisis y crítica literaria, destacó por la publicación de algunas obras como Pláticas literarias (1889), Manual de Literatura Preceptiva (1900), Estudios críticos sobre don José Victorino Lastarria (1917), Estudios sobre la literatura chilena (1926-1940, 3 vols.), "Desolación" por Gabriela Mistral y "Al vivir" por Francisco Concha y Castillo (1929), Biografía de Carlos Walker Martínez (1904), Cuentos (1930) y el libro póstumo titulado Bilbao y Lastarria (1944).
Misael Correa Pastene describía a Pedro N. Cruz en 1940 de la siguiente forma:

Igual afán de rectitud y verdad despliega Cruz en todos sus estudios. Y es por ello un critico considerable, que sirve de guía a los que quieran valorizar nuestra producción literaria; y como en el sistema que aplica sigue las normas con que Sainte Beuve reemplazo la crítica sentimental, impresionistas e individualista (de que aún quedan muchísimos secuaces) por la del estudio de la calidad y capacidad de los autores, el medio en que pensaron y su filiación artística; y como, con la amplitud relativa de nuestro país, su juventud y producción escasa, ha sometido a juicio a todos nuestros autores, bien merece ser llamado el Sainte Beuve chileno.

M. Correa Pastene (octubre de 1940)

### Cronista literario y profesor
Fue cronista literario en los periódicos El Independiente, La Unión y El Diario Ilustrado hasta su fallecimiento. Además, impartió clases de literatura en la Universidad de Chile y en el Colegio de los Padres Franceses.

## Vida pública y privada

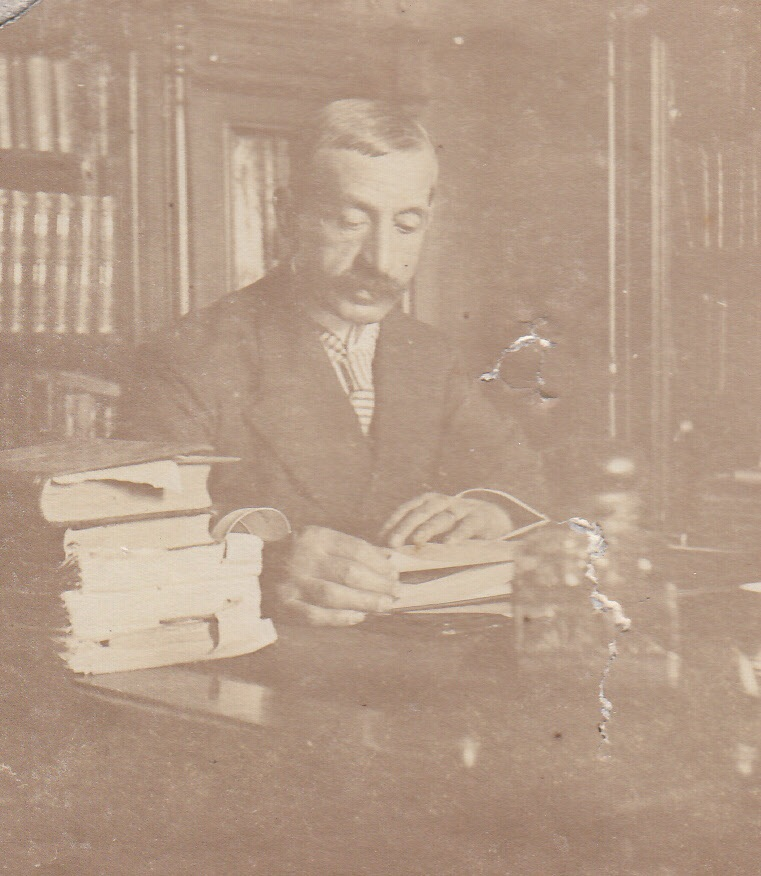
Pedro Nolasco Cruz Vergara en su notaria en 1918

Por otra parte, fue subsecretario de Guerra y Marina en el periodo 1903-1913, notario público y de Hacienda de Santiago entre 1913 y 1939, y secretario general del Partido Conservador desde 1901 hasta 1928.
Fue propietario de los fundos Molino (1877-1939) y Viña Antivero (1897–1939), en la ex-comuna de Roma, hoy perteneciente a la comuna de San Fernando.

## Algunas publicaciones

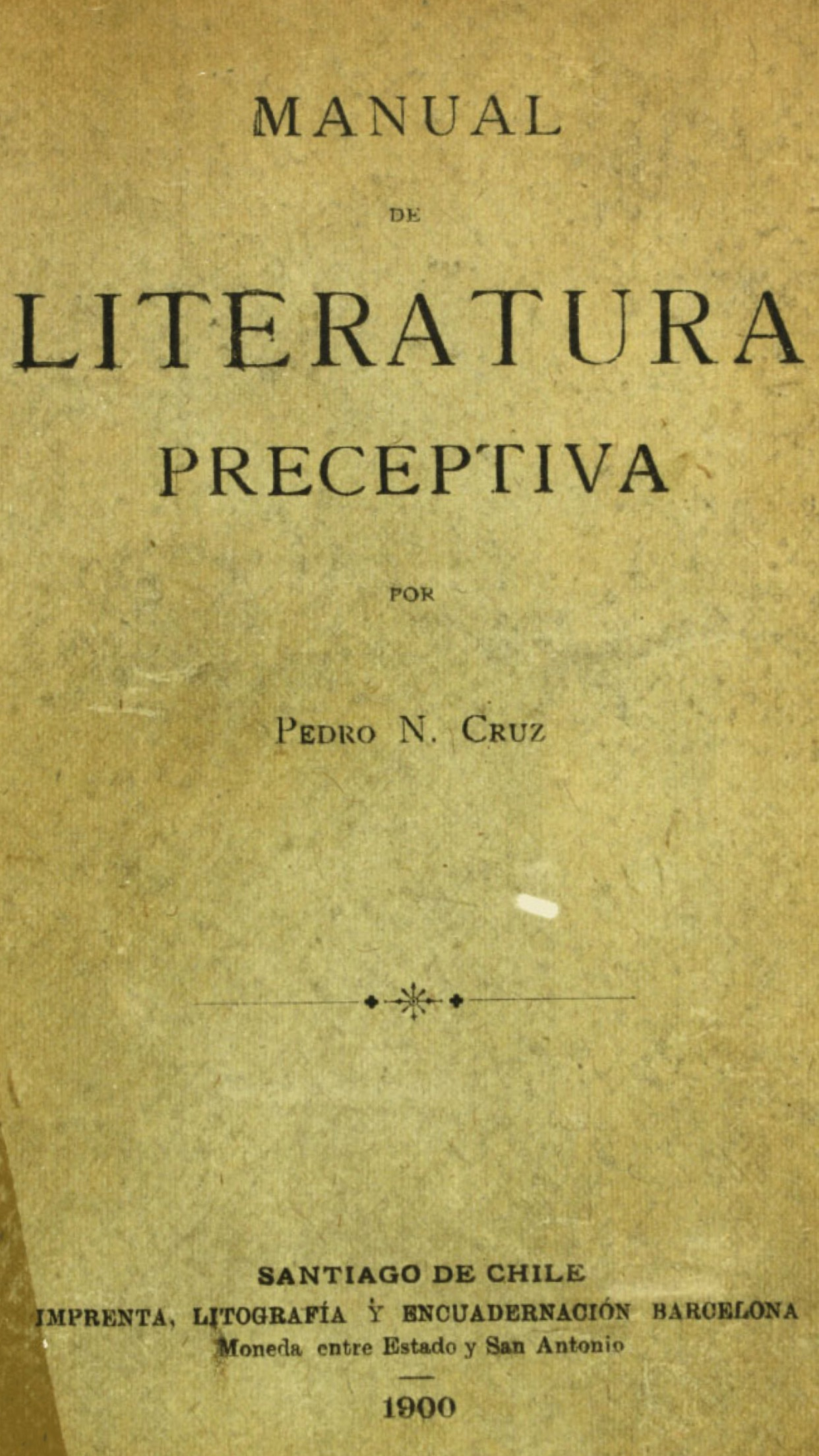
Manual de Literatura Preceptiva (1900).
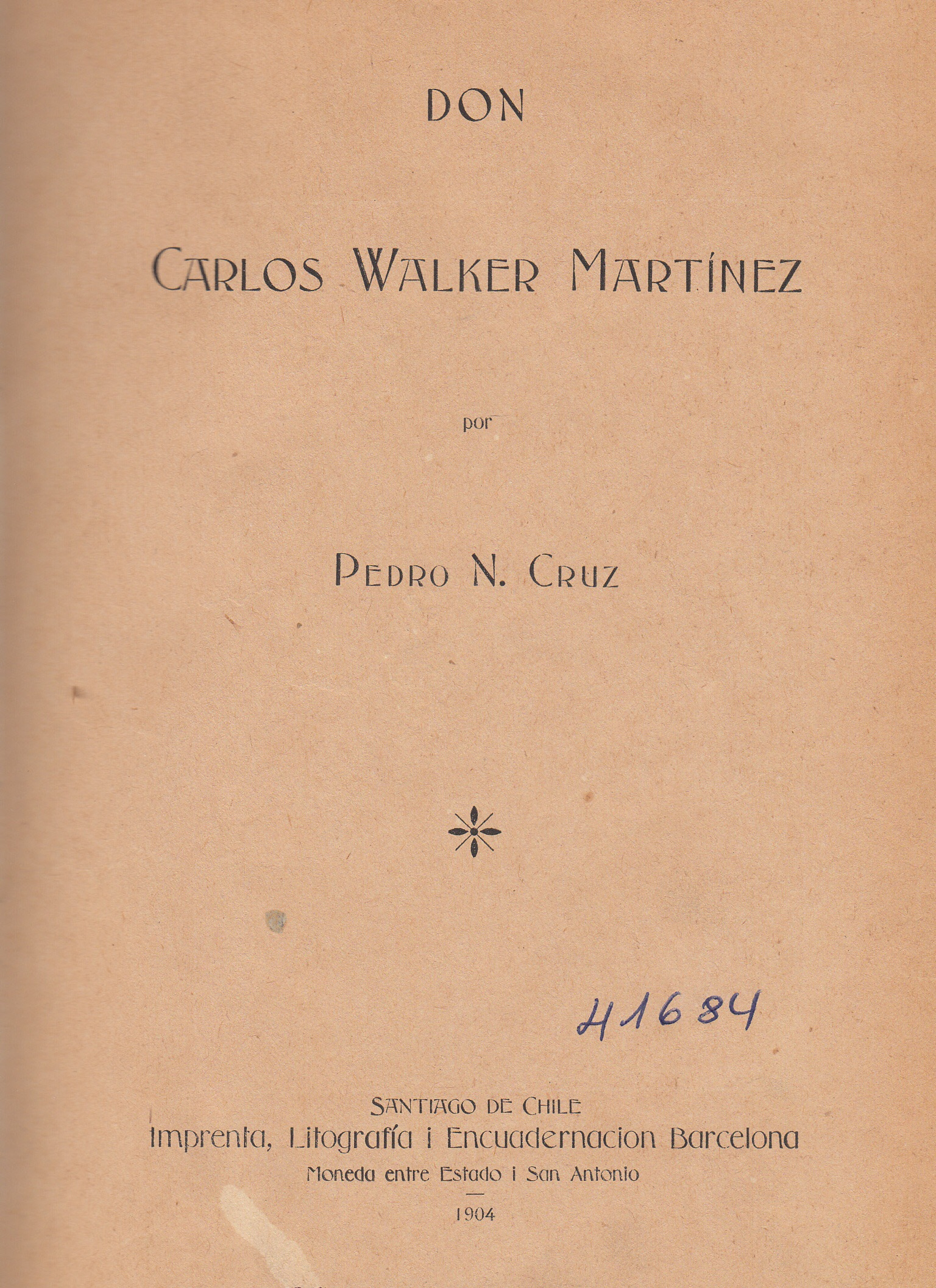
Don Carlos Walker Martínez (1904).
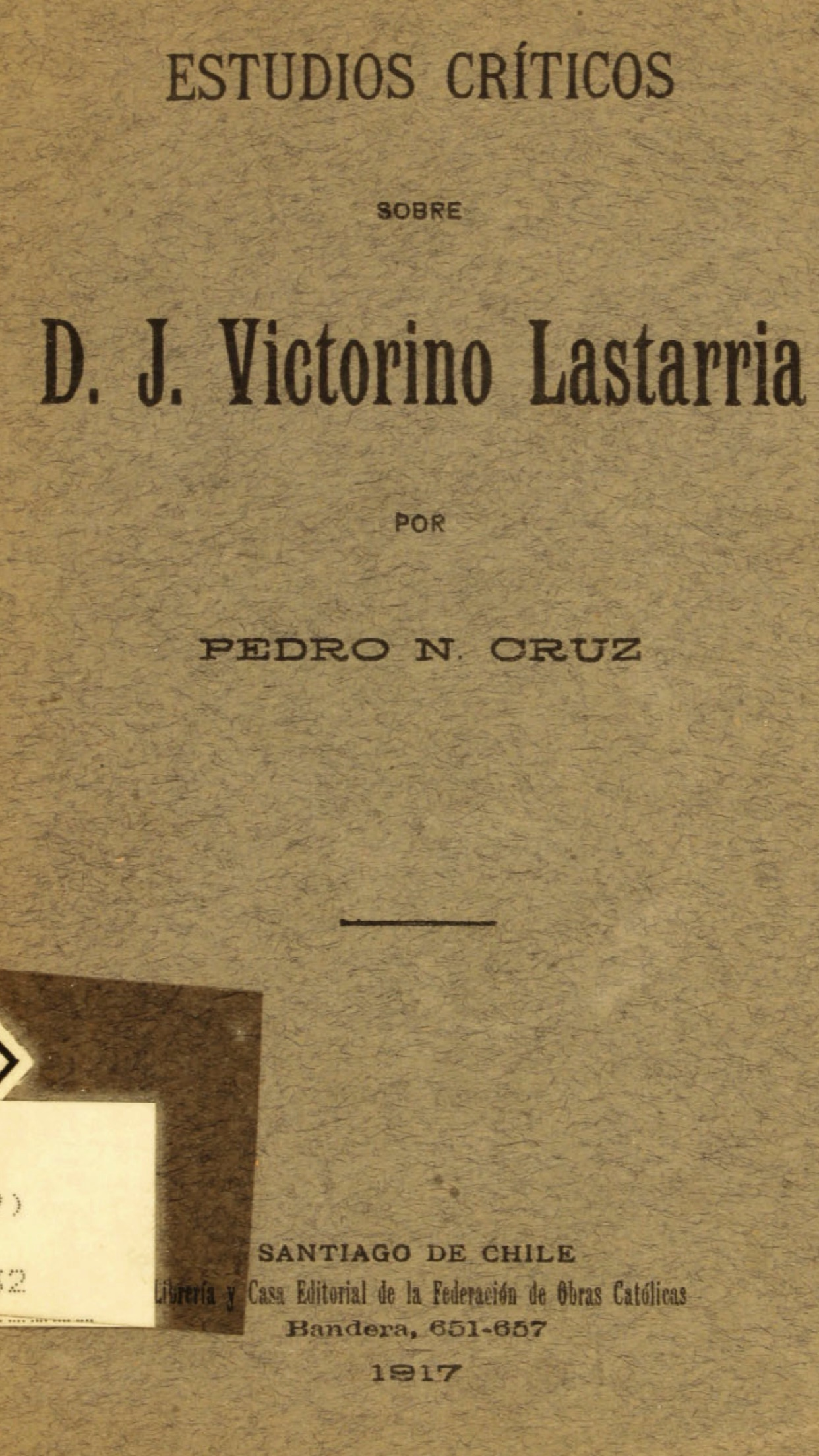
Estudios Críticos sobre José Victorino Lastarria (1917).
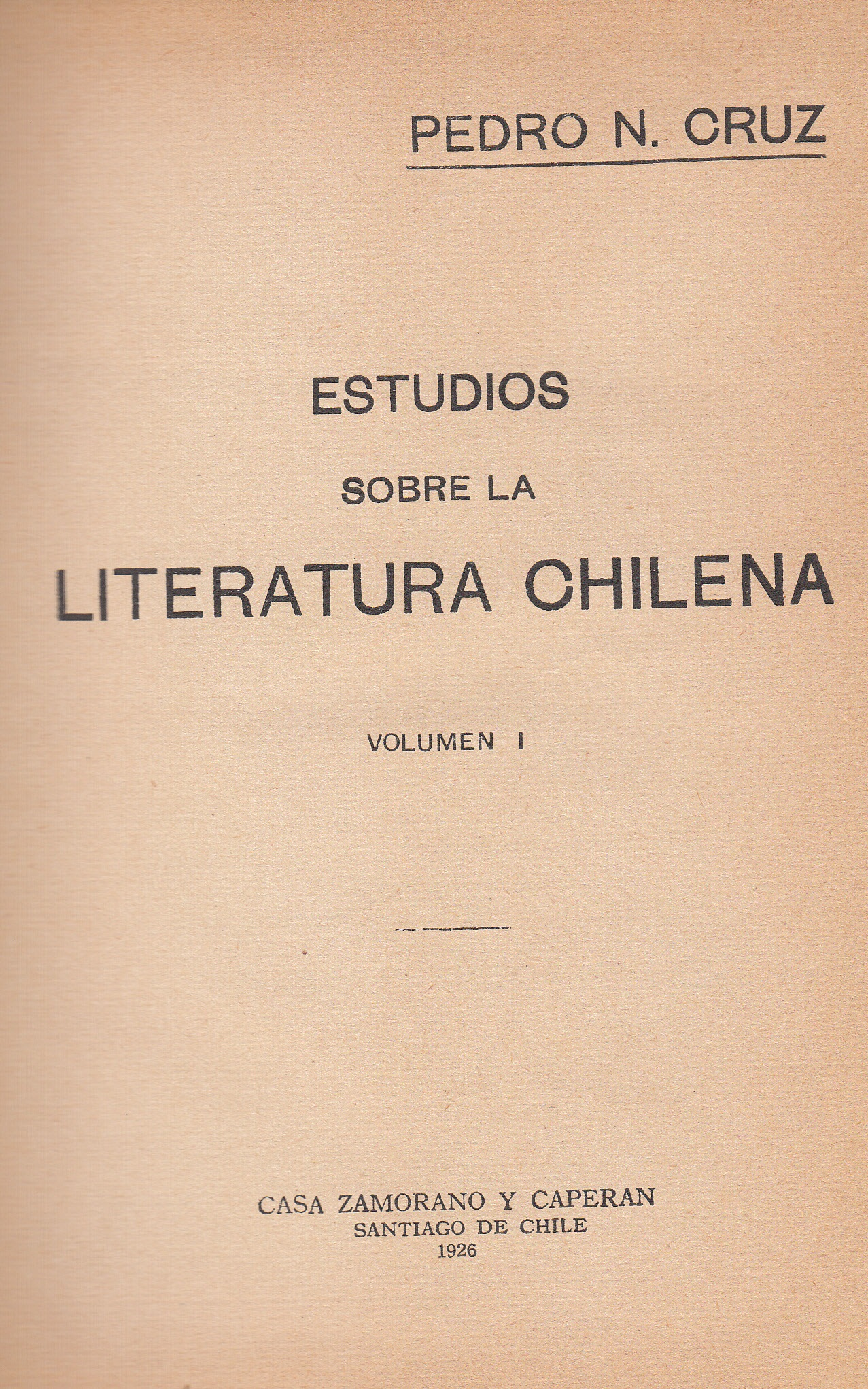
Estudios sobre la Literatura Chilena (1926).
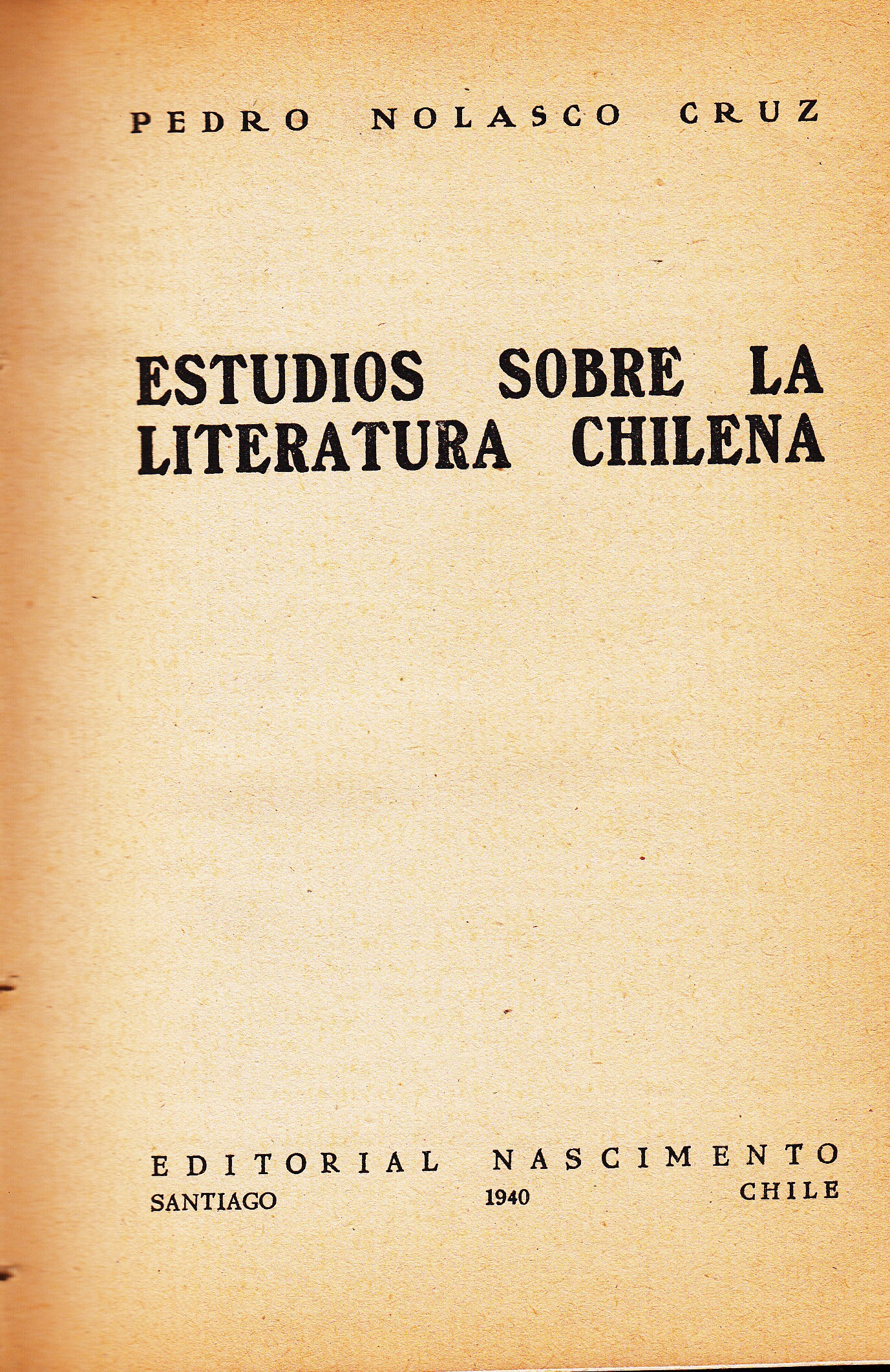
Estudios sobre la Literatura Chilena (1940).